# Horský hotel Paprsek
Horský hotel Paprsek je dřevěná stavba z roku 1932, která stojí na jižním úbočí Rychlebských hor v nadmořské výšce 1022 m v katastrálním území Malé a Velké Vrbno obce Staré Město v okrese Šumperk.

## Historie
Původně turistická chata byla postavena v roce 1932 na náhorní plošině V ráji na rozhraní Králického Sněžníku, Rychlebských hor a Hrubého Jeseníku. O tomto místě rozhodla německá turistická organizace Moravskoslezský sudetský horský spolek (Mährisch-Schlesischer Sudetengebirgsverein (MSSGV)), která se snažila zaplnit místo na hlavní hřebenové trase vedoucí od 20 km vzdáleného Králického Sněžníku přes Paprsek na Ramzovou a zabezpečit turistům občerstvení a nocleh. Chata měla být vybavena ústředním topením, měla být zavedena teplá a studená voda, zabezpečeno elektrické osvětlení z vlastní vodní elektrárny. Projekt vypracoval stavební mistr Otta Helda z Hanušovic. Na výkup pozemků, stavbu chaty a vodní elektrárnu byla uspořádána veřejná sbírka, která úspěšně proběhla v roce 1931. Na podzim roku 1931 byl tehdejší předseda spolku dr. Herbert Buhla pověřen, aby jménem spolku zajistil nákup pozemků a povolení k výstavbě chaty. V květnu 1932 zahájila stavbu firma bratří Vodičkových ze Starého Města. V červnu 1932 byla postavena vodní elektrárna a přiveden vodovod a ke konci července probíhaly dokončovací práce. Chata byla otevřena 21. srpna 1932 pod názvem Schleslerhaus (Slezský dům). Chata byla na svou dobu velmi dobře vybavena jak na letní turistiku, tak na zimní období. Měla restaurační prostory, osm samostatných pokojů se čtyřiceti lůžky a dvě společné noclehárny se třiceti šesti lůžky. Byla zavedena teplá a studená voda a vlastní elektrický proud. Chata se brzy stala velmi oblíbenou.
Po ukončení druhé světové války byla přejmenována na chatu U Ráje, jejími majiteli byla Jednota, Státní lesy a pak národní podnik TOS Olomouc, který ji už vlastnil pod názvem Paprsek. Chata byla využívána pro rekreaci zaměstnanců podniku.
V sedmdesátých letech byla v blízkosti chaty postavena nová budova, ve které bydlel personál (z jedné třetiny) a byly zde apartmány pro zvláštní hosty. Chata měla kapacitu 54 ubytovacích míst  ve dvou-, tří- a čtyřlůžkových pokojích.
Hotel si uchoval svůj vzhled po celou dobu, byl dobře udržován bez rekonstrukcí a přestaveb. V průběhu doby byla před průčelím hotelu přistavěna velká vyhlídková terasa.
V květnu 1993 byl hotel privatizován společností Mika s. r. o.
V blízkosti hotelu byla v roce 2009 postavena kaple svatého Kryštofa.

## Turistické cesty
V blízkosti chaty je křižovatka turistických tras:
- značená turistická trasa vede z Paprsku přes Větrov a Starý kopec přímo do Starého Města.
- značená turistická trasa je Hřebenovka, Evropská dálková trasa E3, z Králického Sněžníku přes Paprsek dále k Ramzové.
- značená turistická trasa vede ze Starého Města přes Velké Vrbno na Paprsek a pokračuje souběžně s E3 na Palaš a pak do Polska údolím potoka Biała Lądecka do obce Bielice.
- značená turistická trasa sestupuje přes Velké Vrbno až k údolí Medvědí rokle, kde se cesta kříží s   a pokračuje do Branné.